# Отт, Ойген (дипломат)
Ойген Отт (нем. Eugen Ott; 8 апреля 1889, Роттенбург-ам-Неккар — 23 января 1977, Тутцинг, Бавария, ФРГ) — немецкий военный и дипломатический деятель. Генерал-майор.

## Биография
Сын чиновника. С 1907 служил в армии. В составе 26 пехотной дивизии принимал участие в Первой мировой войне на Восточном фронте.
Его командир генерал Вильгельм фон Урах под именем Миндовга II, в 1918 был провозглашён королём Литовского королевства.
С 1917 служил в Генштабе. После демобилизации армии, оставлен в рейхсвере. С 1923 по 1930 служил в отделе Т1 Войскового управления Имперского военного министерства.
С февраля 1930 — командир 3-го дивизиона 5-го артиллерийского полка. В октябре 1931 назначен начальником отдела вооружённых сил военного министерства. Отвечал за связь с ветеранскими и военизированными организациями, в числе которых, СА и Стальной шлем.
Был адъютантом, ближайшим сотрудником и доверенным лицом генерала Курта фон Шлейхера. Косвенно причастен к отставке министра рейхсвера В. Грёнера.
1 декабря 1932 года по поручению К. фон Шлейхера встречался с Гитлером в Веймаре и предложил ему место вице-канцлера в кабинете Шлейхера, но получил категорический отказ.
В конце января 1933 года вместе с генералами Фердинандом фон Бредовым и Куртом фон Хаммерштейн-Эквордом, а также статс-секретарём Имперской канцелярии Э. Планке обратился к рейхспрезиденту Паулю фон Гинденбургу с просьбой не назначать Гитлера рейхсканцлером, а ввести чрезвычайное положение и передать власть в руки армии.
1 июня 1933 назначен наблюдателем от Германии при японской армии. С февраля 1934 года — военный атташе при немецком посольстве в Японии.
В октябре-ноябре 1936 года принимал участие в переговорах, завершившихся подписанием Антикоминтерновского пакта между нацистской Германией и Японией.
С 28 апреля 1938 по 31 декабря 1942 года — посол нацистской Германии в Японии. В августе 1938 вступил в НСДАП.
В июне 1939 сообщал на родину Э. фон Вайцзеккеру, что Япония готова вступить в войну на стороне Германии, как только СССР втянется в войну с ней.
Уволен с должности из-за скандала с арестом советского разведчика Рихарда Зорге, который с 1934 входил в окружение Отта. В 1941 году Зорге получал от германского посла Отта, а также морских и военных атташе различную информацию о скором нападении Германии на СССР, которую пересылал в Москву.
Анализ отношений Рихарда Зорге с Оттом показал, что посол полностью доверял Зорге, и тот имел разрешение на доступ к сверхсекретным кабелям связи из Берлина в токийское посольство. Это доверие было главной основой успеха советского разведчика Р. Зорге.
После скандала с раскрытием советского шпионажа в германском посольстве Отт был объявлен персоной non grata в Японии и был вынужден покинуть страну. Однако в Германию Отт не вернулся, а оставался в Пекине до конца Второй мировой войны в качестве частного лица. Всё его просьбы о возвращении на военную службу были отклонены.
После войны он вернулся в Западную Германию. Умер в 1977 в Баварии.